# 北海道留辺蘂高等学校
北海道留辺蘂高等学校（ほっかいどうるべしべこうとうがっこう、Hokkaido Rubeshibe High School）は、北海道北見市にある公立（道立）の高等学校である。全日制の総合学科。

## 沿革
- 1948年 - 北海道北見高等学校（現在の北見北斗高）留辺蘂分校（定時制）として開校
- 1953年 - 北海道留辺蘂高等学校として独立
- 1956年 - 道立移管
- 2000年 - 総合学科に転換。
- 2021年 - 北海道教育委員会が「公立高等学校配置計画(令和４年度〈2022年度〉～６年度〈2024年度〉」を発表。2023年度で募集停止をすることが決定する。
- 2022年 - 募集停止の1年延期が決定する。

## 出身者
- 槇本吉雄 - 東京吹奏楽団団長 兼 首席フルート奏者